# Рыбачное (деревня)
Рыбачное (бел. Рыбачнае) — опустевшая деревня в Борисовском районе Минской области Белоруссии, в составе Гливинского сельсовета.

## География
Деревня находится в 25 км к юго-востоку от центра города Борисов вблизи точки, где сходятся Борисовский, Червенский и Березинский районы. Рыбачное расположено в нескольких километрах от реки Уша (be:Рака Уша, прыток Бярэзіны), в которую стекают ручьи из находящихся около деревни торфяных болот. В 570 метрах к западу от деревни расположен небольшой водоём, остатки одноимённого озера.

## История
Впервые упоминается в XIX веке. На 1885 год застенок Рыбачной (Рыбачный). Согласно переписи населения 1897 года население застенка составило 34 человека. На 1917 год хутор Рыбаченск (Рыбачинск) с населением 43 человека. По данным переписи населения 1926 года население хутора составило 47 человек. На 1960 год в населённом пункте насчитывалось 55 жителей. В 1988 году здесь проживало 2 человека. На 2005 год постоянное население деревни отсутствует. 28 мая 2013 года вместе с другими населёнными пунктами ликвидированного Забашевичского сельсовета передана в состав Гливинского сельсовета.

## Состояние
На 2024 год на территории населённого пункта располагается 1 нежилой дом.